# Полонська-Василенко Наталія Дмитрівна
Ната́ля Дми́трівна Поло́нська-Василе́нко (до шлюбу — Меньшова; 31 січня [12 лютого] 1884, Харків, Харківська губернія, Російська імперія — 8 червня 1973, Дорнштадт, Баден-Вюртемберг, Федеративна Республіка Німеччина) — українська науковиця, історик, археолог, архівістка, одна з провідних представниць державницької школи в українській історіографії, авторка майже 200 наукових праць у царині історії Запоріжжя та Південної України, доктор історичних наук від 1940 р.
Її археографічні студії стали одним із джерел розвитку української історичної науки. Член Київського товариства старожитностей і мистецтв, дійсний член Наукового товариства імені Шевченка, академік Української Вільної Академії наук та Міжнародної Академії наук у Парижі.

## Життєпис
Народилася 31 січня (12 лютого) 1884 року в Харкові, в родині генерала артилерії, військового історика Києва Дмитра Петровича Меньшова.
Ще дитиною переїздить до Києва. Навчається у Фундуклеївській жіночій гімназії, що її закінчує 1901 року зі срібною медаллю.
Потому навчається на історично-філологічному факультеті Київських Вищих жіночих курсів, де вже в 1912–1915 роках є асистенткою при кафедрі історії Росії й методики історії. Одночасно викладала історію у кількох київських гімназіях у 1910–1924 роках.
1913 року склала іспит у Державній комісії Київського Імператорського університету Св. Володимира й отримала диплом I ступеня. 1915 року там само склала магістерський іспит з російської історії та 1916 року стала першою жінкою, обраною приват-доцентом університету Св. Володимира. Брала участь у діяльності:
- Київського товариства старожитностей і мистецтв,
- Київського товариства охорони пам'ятників старовини та мистецтва (з 1911 року),
- Київського історичного товариства Нестора-літописця (з 1912 року),
- Таврійської ученої архівної комісії (з 1916 року).

У 1918–1920 роках завідувала музеєм старожитностей Київського університету.
У 1921–1923 роках — викладачка і директор київської трудової школи № 56.
У квітні 1923 року одружилась з відомим українським вченим, державним та громадським діячем, академіком Миколою Василенком.
У 1918–1924 роках — вчена секретарка та викладачка Київського археологічного інституту.
У 1924–1943 роках — співробітниця Всеукраїнської академії наук (ВУАН). Зокрема у 1926 році призначена на посаду штатної наукової співробітниці ВУАН для окремих доручень.
У 1925–1927 роках — архівна реєстраторка і помічниця ученого архівіста Центрального архіву давніх актів (у 1941–1943 роках його директор). У травні 1926 року — учасниця 1-го Всеукраїнського з'їзду архівістів України.
У 1927–1930 роках — професор Художнього інституту.
З 1929 року — член Постійної комісії для складання біографічного словника діячів України.
У 1929–1934 роках — вчена секретарка Комісії для вивчення соціально-економічної історії України XVIII—XIX ст. З 1930 року — член Археографічної комісії. У травні 1932 року з архівістом М. Тищенком розробила план видання «Архіву Запорізької Січі» у 8-ми томах. З жовтня 1934 року — співробітниця Рукописного відділу Всенародної бібліотеки України.
У 1938–1941 роках — старша наукова співробітниця сектору історії феодалізму Інституту історії України АН УРСР.
У жовтні 1940 року в Москві захистила докторську дисертацію на тему: «Нариси з історії заселення південної України в середині XVIII століття (1734—1775 рр.)» (рос. Очерки по истории заселения южной Украины в середине XVIII века (1734—1775 гг.)), опоненти — Олександр Оглоблін, Володимир Пічета, Олександр Савич.
У листопаді 1940 року — професор у Київському державному університеті. Залишилася при німецькій окупації теренів УРСР під час Другої світової війни. 20 жовтня 1941 року очолила Археологічний інститут, а з грудня того ж року і Київський центральний архів давніх актів. На початку 1941 року очолила колектив авторів чотиритомного видання «Історія м. Києва». Від 1942 року — співробітниця Музею-архіву переходової доби м. Києва.
У вересні 1943 року виїхала до Львова, потім емігрувала до Німеччини. Брала участь у діяльності:
- Українського історико-філологічного товариства в Празі (з 1944 року),
- Церковно-археографічної комісії у Львові (з 1944) та Мюнхені (з 1946 року),
- НТШ (від 1947 року),
- Українська вільна академія наук (від 1948 року) та ін.[2].

У 1944–1945 роках — професор Українського вільного університету в Празі та Мюнхені (1945–1973).
У 1947 році — професор Православної богословської академії в Мюнхені.
У 1945–1972 роках — декан філософічного факультету Українського вільного університету. Дійсна член Українського історичного товариства (США) (1965–1973) і УВУ, а з 1953  року — Міжнародної академії наук в Парижі.
Померла 8 червня 1973 року в Дорнштадті (земля Баден-Вюртемберг, Федеративна Республіка Німеччина), похована в Дорнштадті в будинку для літніх людей (раніше вважалося, що була похована в Ной-Ульмі, Федеративна Республіка Німеччина).

## Праці
- Происхождение и состав Русской правды. В кн.: Русская история в очерках и статьях, т. 1. К., 1910; (рос.)
- Домашний и общественный быт Московской Руси. — К., 1912. — 64 с.; (рос.)
- Историко-культурный атлас по русской истории с объяснительным текстом, вып. 1–3. К., 1913—1914. (рос.)
- Хроніка. Перший Всеукраїнський з'їзд архівних робітників у Харкові // Бібліологічні вісті. — 1926. — Ч. 1 (10). — С. 84–87.
- Історики Запорожжя XVIII в. // Юбілейний збірник на пошану академіка Дмитра Йвановича Багалія: З нагоди сімдесятої річниці життя та п'ядесятих роковин наукової діяльності. — [Збірник Історико-філологічного відділу УАН № 51]. — К., 1927. — С. 811—824.
- Південна Україна р. 1787. (З студій з історії колонізації) // Записки історично-філологічного відділу ВУАН. — 1929. — Кн. 24.
- Майно запорізької старшини як джерело для соціально-економічного дослідження Запоріжжя. У кн.: Нариси з соціяльно-економічної історії України: Праці комісії соціяльно-економічної історії України, т. 1. К., 1932.
- Очерки по истории заселения южной Украины в середине XVIII века (1734—1775 гг.), 1940. (рос.)
- До історіографії Запоріжжя XVIII століття (Леклерк і Болтін). «Записки Історичного і Філологічного відділення Львівського державного університету» (Львів), 1940, т. 1.
- Київ часів Володимира і Ярослава, 1944.
- Хмельниччина, 1947.
- Палій та Мазепа, 1949.
- Історія Української Церкви, 1949.
- Теорія 3-го Риму в Росії протягом XVIII і XIX ст., 1952 р.
- До історії повстання на Запоріжжі 1768, 1952.
- Процес Центра Дій, 1955.
- The Setlementof the Southern Ukraine (1750—1775)(англ.);
- The Annales, УВАН, IV—V, 1955. (англ.)
- Професор д-р О. Оглоблин. Вісник Організації оборони чотирьох свобод України, 1955.
- Українська Академія Наук, т. 1–2, Мюнхен, 1955—1957 рр.
- Особливості Української Православної Церкви, 1959.
- Гетьман Мазепа та його доба, 1959.
- Заселення Південної України XVIII ст., т. Ч. 1—Ч. 2, УВУ, 1960.
- Історична наука в Україні за совєтської доби та доля істориків // Записки НТШ. (Париж—Чикаго). — Т. 173. — Мюнхен, 1962. — С. 7–112.
- Перші віки християнства на Україні, 1963.
- Дві концепції історії України і Росії. УВУ — Мюнхен, 1964. Перевидання 1967 року англійською мовою.
- Ukraine-Rus and Western Europe in 10th-13th Centuries, 1964. (англ.)
- Історичні підвалини УАПЦ, 1964.
- Запоріжжя XVIII століття та його спадщина, т. 1—2. Мюнхен, 1965—1967. (т. 1.)
- Видатні жінки України, 1969.
- Українська історіографія, Мюнхен, 1971.
- Український Вільний Університет (1921—1971), 1971.
- Історія України. — Мюнхен, 1972—1976 рр.; 1992 р. — Т. 1. — 640 с.; — Т. 2. — 608 с.
- Революція 1917: спогади // Український історик. — 1988, № 1–4; — 1989, № 1–3.
- Наталія Полонська-Василенко. «Спогади» / упор., автор вступ. статті Валерій Шевчук. — К. : Києво-Могилянська академія, 2011.

## Вшанування пам'яті
На честь Наталі Полонської-Василенко названі вулиці у містах Дніпро (2015, кол. Желваківського), Києві (2018), Первомайську Миколаївської області (2024, кол. Олександра Матросова).